# Raymond Offner
Raymond René Offner (Sarcelles, 17 novembre 1927 – Parigi, 30 ottobre 1989) è stato un cestista francese.

## Carriera
Con la Francia ha disputato i Giochi olimpici di Londra 1948, vincendo la medaglia d'argento.